# Stanisław Franciszek Grabowski
Stanisław Franciszek Grabowski, ps. Wiarus, Szalony, Szalony Stasiek (ur. 9 marca 1921 we wsi Stare Grabowo, zm. 22 marca 1952 we wsi Babino) – polski dowódca partyzancki, członek Narodowego Zjednoczenia Wojskowego (NZW) i porucznik Wojska Polskiego. Jeden z najdłużej walczących żołnierzy antykomunistycznego podziemia niepodległościowego w powojennej Polsce.

## Życiorys
Podczas okupacji niemieckiej działalność niepodległościową rozpoczął w 1943 roku w podziemiu zbrojnym obozu narodowego – w Narodowej Organizacji Wojskowej (NOW). Prowadził głównie działalność propagandową i odstraszał potencjalnych konfidentów od współpracy z Niemcami.
Po wkroczeniu Armii Czerwonej i wprowadzeniu władzy ludowej pozostał w podziemiu. Najpierw dołączył do oddziału Pogotowia Akcji Specjalnej (PAS), którym dowodził „Stalowy”. Później wraz ze „Stalowym” dołączył do 3 Brygady Wileńskiej NZW, którą dowodził kpt. Romuald Rajs „Bury”.
Ujawnił się 17 kwietnia 1947 roku. W oświadczeniu podał, że należał do organizacji NZW i działał w oddziale Wybickiego. W maju 1947 roku wrócił do lasu i zaczął organizować własny oddział partyzancki. Oddział ten działał do grudnia 1952 i przeprowadził wiele spektakularnych akcji. Jedną z takich akcji było opanowanie 29 września 1948 miejscowości Jedwabne. Oddział Wiarus operował podzielony na kilkuosobowe patrole. Dzięki tej strategii odznaczał się wielką mobilnością i wielokrotnie przebijał się z okrążeń.
Do likwidacji patrolu Wiarusa doszło 22 marca 1952 w miejscowości Babino, powiat Wysokie Mazowieckie, województwo Białostockie. Wraz z dwoma innymi partyzantami zginął z bronią w ręku w czasie przedzierania się z obławy.